# Wider Willen
Wider Willen ist ein deutscher Kurzfilm aus dem Jahr 2013 von Dimitri Vinogradov.

## Handlung
Ein Vater, der vor vielen Jahren seine Familie verlassen hat, kehrt pleite und verschuldet zurück und versucht, indem er vorgibt gelähmt zu sein, bei seiner Tochter unterzukommen. Obwohl die Tochter weiß, dass der Vater seine Krankheit nur vortäuscht, nimmt sie ihn bei sich auf und kümmert sich liebevoll um ihn. Als er aber erfährt, dass seine Tochter bald heiratet und er nicht zur Hochzeit eingeladen ist, bricht er mit dem Bluff und sucht Vergebung. Die Tochter kann ihm jedoch nicht verzeihen. Es kommt zu einem tragischen Unfall.

## Auszeichnungen
- Hauptpreis des Filmfestivals Jufinale 2013[1]
- Nominiert für das bayerische Jugendfilmfestival 2014